# Liste der Kreisstraßen im Vogelsbergkreis
Die Liste der Kreisstraßen im Vogelsbergkreis ist eine Auflistung der Kreisstraßen im hessischen Vogelsbergkreis.

## Abkürzungen
- K: Kreisstraße
- L: Landesstraße

## Liste
Die Kreisstraßen behalten die ihnen zugewiesene Nummer in der Regel nicht bei einem Wechsel in einen anderen Landkreis. Nicht vorhandene bzw. nicht nachgewiesene Kreisstraßen werden in Kursivdruck gekennzeichnet, ebenso Straßen und Straßenabschnitte, die unabhängig vom Grund (Herabstufung zu einer Gemeindestraße oder Höherstufung) keine Kreisstraßen mehr sind. 
Der Straßenverlauf wird in der Regel von Nord nach Süd und von West nach Ost angegeben.
| Nr.   | Verlauf |
| ----- | --- |
| K 40  | (K 40 im Landkreis Gießen) – Kreisgrenze – L 3072 in Atzenhain |
| K 42  | K 47 – K 48 in Hainbach |
| K 43  | L 3072 in Atzenhain – L 3325 |
| K 44  | L 3072 in Atzenhain – Merlau – L 3325 – K 45 in Kirschgarten |
| K 45  | L 3325 in Nieder-Ohmen – Kirschgarten – K 44 – Wettsaasen – in Ruppertenrod |
| K 46  | L 3325 in Nieder-Ohmen – L 3073 in Elpenrod |
| K 47  | L 3073 in Elpenrod – K 42 – K 48 |
| K 48  | L 3146 in Rülfenrod – Otterbach – Hainbach – K 47 – in Ermenrod |
| K 50  | L 3072 in Büßfeld – Bleidenrod – L 3072 in Burg-Gemünden |
| K 51  | L 3126 in Deckenbach – Schadenbach – L 3072 in Büßfeld |
| K 52  | (K 89 im Landkreis Marburg-Biedenkopf) – Kreisgrenze – Höingen – L 3126 in Deckenbach                                                                                                |
| K 54  | L 3343 in Dannenrod – L 3072 in Homberg (Ohm) |
| K 56  | L 3073 – L 3343 in Maulbach |
| K 58  | L 3072 in Erbenhausen – L 3071 |
| K 59  | in Ober-Gleen – L 3071 |
| K 60  | – L 3151 in Heimertshausen |
| K 61  | Ohmes – |
| K 62  | L 3070 in Arnshain – L 3071 in Kirtorf |
| K 63  | (K 20 im Landkreis Marburg-Biedenkopf) – Kreisgrenze (– Abzweig zur K 64 nach Bernsburg) – L 3070 in Arnshain                                                                        |
| K 64  | (K 113 im Schwalm-Eder-Kreis) – Kreisgrenze – Bernsburg – K 63 – L 3070 in Ruhlkirchen                                                                                               |
| K 66  | Fischbach – L 3145/L 3344 |
| K 67  | Vockenrod – L 3145 |
| K 68  | L 3156 in Münch-Leusel – Schwabenrod – L 3156 in Alsfeld |
| K 70  | (K 70 im Schwalm-Eder-Kreis) – Kreisgrenze – Hattendorf – L 3295 – in Eudorf |
| K 71  | L 3295 – in Eudorf |
| K 73  | K 74 in Schwarz – L 3161 in Udenhausen |
| K 74  | L 3160 – Schwarz – K 73 – L 3160 in Eulersdorf |
| K 75  | L 3160 – Reimenrod – K 76 – L 3160 in Eulersdorf |
| K 76  | L 3161 in Bieben – K 75 in Reimenrod |
| K 79  | (K 24 im Landkreis Hersfeld-Rotenburg) – Kreisgrenze – Unter-Schwarz – K 256 – L 3140 in Ober-Wegfurth                                                                               |
| K 80  | L 3143 – Pfordt – L 3176 in Fraurombach |
| K 81  | L 3141 – Bernshausen |
| K 82  | in Angersbach – Bahnhof Angersbach (2007 zur Gemeindestraße abgestuft) |
| K 84  | – Rudlos – K 87 – in Angersbach |
| K 86  | – K 87 |
| K 87  | K 84 in Rudlos – K 86 – L 3139 in Stockhausen |
| K 88  | L 3139 in Stockhausen – Kreisgrenze – (K 112 im Landkreis Fulda) |
| K 89  | in Altenschlirf – Steinfurt – K 110 – K 91 in Heisters |
| K 90  | in Nösberts-Weidmoos – K 91 – Bannerod – Metzlos – K 250 |
| K 91  | L 3178 – K 90 – Bannerod – K 89 – Heisters – K 250 in Zahmen |
| K 92  | K 250 in Metzlos – L 3079 |
| K 93  | L 3178 in Freiensteinau – L 3292 in Weidenau |
| K 94  | L 3178 in Freiensteinau – Fleschenbach – K 95 – Kreisgrenze – (K 953 im Main-Kinzig-Kreis)                                                                                           |
| K 95  | K 98 in Radmühl – K 94 in Fleschenbach – (2012 zur Gemeindestraße herabgestuft) |
| K 96  | K 98 in Radmühl – L 3178 in Freiensteinau |
| K 97  | K 98 in Salz – L 3178 in Freiensteinau |
| K 98  | L 3181 in Ober-Moos – Salz – K 97 – Radmühl – K 96 – K 95 – K 257 – K 877 |
| K 99  | L 3178 – L 3181 (2020 zur Gemeindestraße abgestuft) |
| K 100 | in Grebenhain – Crainfeld (– Abzweig zur L 3178) – L 3182 |
| K 101 | L 3181 in Bermuthshain – K 926 – Kreisgrenze – (K 876 im Main-Kinzig-Kreis) |
| K 102 | L 3338 in Herchenhain – Herchenhainer Höhe (2007 zur Gemeindestraße abgestuft) |
| K 103 | L 3291 in Schotten – K 104 – L 3338 in Breungeshain |
| K 104 | Michelbach – K 103 – Busenborn – |
| K 108 | L 3139 in Engelrod – L 3140 in Eichelhain |
| K 109 | L 3140 in Lanzenhain – in Herbstein |
| K 110 | L 3182 in Schlechtenwegen – K 89 in Steinfurt |
| K 111 | L 3139/L 3140 in Eichenrod – Hopfmannsfeld – K 112 – Frischborn – K 113 – in Lauterbach (Hessen)                                                                                     |
| K 112 | L 3140 in Dirlammen – K 111 in Hopfmannsfeld |
| K 113 | L 3140 in Dirlammen – K 114 – K 111 in Frischborn |
| K 114 | L 3140/L 3144 – K 113 in Frischborn |
| K 115 | L 3144 in Sickendorf – Allmenrod – L 3140 |
| K 117 | L 3144 – L 3161 in Heblos |
| K 118 | L 3165 in Wallenrod – in Reuters (2009 zur Gemeindestraße abgestuft) |
| K 119 | L 3162 in Unter-Sorg – L 3144 in Hergersdorf |
| K 120 | – Hopfgarten – L 3162 in Unter-Sorg |
| K 122 | L 3145 in Altenburg – Schloss Altenburg (2022 zur Gemeindestraße abgestuft) |
| K 123 | – Liederbach – |
| K 124 | L 3070 in Ober-Breidenbach – L 3165 in Strebendorf |
| K 125 | – L 3071 in Groß-Felda |
| K 126 | L 3071 – Zeilbach (– Abzweig zur L 3071 in Groß-Felda) – L 3073 in Ober-Ohmen |
| K 127 | – L 3073 in Ober-Ohmen |
| K 128 | L 3073 in Unter-Seibertenrod – L 3070 in Stumpertenrod |
| K 129 | L 3070 in Windhausen – L 3326 in Köddingen |
| K 130 | L 3326 in Köddingen – L 3162 in Meiches |
| K 131 | L 3162 in Helpershain – L 3139 in Engelrod |
| K 133 | L 3166 in Wohnfeld – L 3167 |
| K 134 | (K 134 im Landkreis Gießen) – Kreisgrenze – Betzenrod – |
| K 136 | L 3166 in Sellnrod – Kreisgrenze – (K 136 im Landkreis Gießen) |
| K 139 | in Ruppertenrod – L 3325 – Groß-Eichen – L 3166 |
| K 141 | – Burkhards – Kaulstoß – L 3338 in Sichenhausen |
| K 191 | (K 191 im Landkreis Gießen) – Kreisgrenze – K 192 in Einartshausen |
| K 192 | – Einartshausen – K 191 – Kreisgrenze – (K 192 im Wetteraukreis) |
| K 193 | (K 193 im Wetteraukreis) – Kreisgrenze – in Rainrod |
| K 204 | (K 204 im Wetteraukreis) – Kreisgrenze – K 205 – L 3183 in Eichelsachsen |
| K 205 | in Rainrod – K 204 |
| K 207 | L 3183 in Eichelsachsen – |
| K 232 | K 234 am Kreiskrankenhaus Schotten-Gedern – / in Schotten |
| K 234 | K 232 am Kreiskrankenhaus Schotten-Gedern – |
| K 250 | (K 97 im Landkreis Fulda) – Kreisgrenze zeitweise in der Straßenmitte – Kreisgrenze – Zahmen – K 91 – Wünschen-Moos – Metzlos-Gehaag – Metzlos – K 92 – K 90 – L 3178 in Nieder-Moos |
| K 256 | K 79 in Unter-Schwarz – Kreisgrenze – (K 143 im Landkreis Fulda) |
| K 257 | K 98 in Radmühl – Kreisgrenze – (K 951 im Main-Kinzig-Kreis) |
| K 877 | (K 877 im Main-Kinzig-Kreis) – Kreisgrenze – Radmühl – K 98 – Kreisgrenze – (K 877 im Main-Kinzig-Kreis)                                                                             |
| K 926 | K 101 – Kreisgrenze – (K 926 im Main-Kinzig-Kreis) |